# Трапезундська операція Українського флоту
Трапезундська операція (грудень 1917) ― військова операція українського флоту з евакуації українських військових частин з турецького фронту.

## Перебіг операції
Кораблі Республіканського Флоту Центральної Ради України за наказом Генеральної Морської Ради протягом грудня місяця почали проводити евакуацію з Трапезунда українських частин 127-ї пішої дивізії. У цій операції брав участь і лінкор «Воля». Ця евакуація була першою операцією Українського Флоту Центральної Ради.
У надзвичайно складних умовах, коли між ворогуючими сторонами (Україною і Радянською Росією) починав виростати серйозний збройний конфлікт, продовжувалася евакуація українських підрозділів з турецького фронту.
7 січня 1918 року Генеральним секретаріатом на прохання Дмитра Антоновича було виділено 300 тисяч карбованців на закупівлю в Маріуполі пального для кораблів українського флоту, що перебували в Одесі, звідки останні здійснювали свої рейси до Кавказу з метою евакуації українських військ. До кінця січня 1918 року ця військова операція була успішно завершена.